# Червенци
Червенци е село в Североизточна България. То се намира в община Вълчи дол, Варненска област. Името му до 1934 година е Казълджилар.

## География
Червенци е разположено в равнинна местност в източната част на Лудогорието на 60 км северозападно от гр. Варна. На запад от него са разположени селата Радан войвода и Генерал Колево, на север – с. Бенковски, на югоизток – с. Караманите и на югозапад – с. Стефан Караджа.
През селото протича малка рекичка, чиито води идват от петте чешми. Низината, през която протича рекичката носи турското име Аслана (Лъвът) и започва от с. Ст. Караджа. В средата на низината има ливада, в която е имало зидан с камъни кладенец, сега затрупан. В нивите около кладенеца пръстта е пепелява и се откриват останки от стари постройки.

## История
Червенци е едно от най-старите селища във Варненския край. В османски документи отпреди 400 години, намиращи се в Ориенталския отдел на Народната библиотека в София се споменава селище в този район, носещо името Пойряз. Наименованието произлиза от турското название за тежки данъци по време на османската власт, а сред българите се свързва с понятието за мъка, за нещо лошо.
Предполага се, че името Къзълджилар (Червенци) е произлязло от дряновата горичка, намирала се някога в землището на селото. Върху надписа на църквата от 1868 г. името на селото е Дрен.

### Възникване
Предполага се, че най-напред селото се е състояло от 3 махали – „Чалъ мезарлък“ и „Коджа мезарлък“, населени с турци и цигани, а в третата, намираща се в местността „Аслана“, живеели християните – българи-гагаузи. По високите части е имало дрянова гора, а в ниските – блата и мочурища. По-късно в ниското заживели преселници и се оформила чисто българска махала.
Според легендата първият българин в селото е някой си Ради от Шуменско, а жена му се казвала Мънка. Турците го харесали и го взели под тяхно крило. Дали му прякора Колтук Ради. Той бил работлив и се замогнал, но имал само дъщери – нямало на кого да остави имота си. През селото минал един мургав младеж – Кара Петко от с. Имрихор, Северна Добруджа. Той бил нает като аргатин (слуга) от Колтук Ради, но по-късно станал негов зет като се оженил за дъщеря му Калина. Братовчед му – Къса Петко (нисък Петко), взел другата дъщеря на Ради – Жечка и така станал родоначалник на един от големите родове в селото.
Повечето преселници пристигали в Къзълджилар като джелепкешани, т.е. овцевъди. През 30-те години на ХХ век в селото имало над 24 000 овце. Постепенно земеделието вземало превес над животновъдството. Започнало развитие на търговията и занаятчийството.

### Обществен и духовен живот
Духовният живот бил организиран предимно около двете джамии, а по-късно – и около църквата в селото, която е построена през 1868 година. Пръв свещеник станал поп Иван. Най-голям принос имал Терзи Васил, който се ползвал с авторитет пред турската власт.
От оскъдни бележки става ясно, че някой си Руси, който по-късно станал поп, учил децата в една одая през 1845 година. Това килийно училище не просъществувало дълго. То наново било открито през 1867 г. – вече в одаята на дядо Велико Николов, с учител Ненко Йовчев от гр. Котел, който бил едновременно и шивач. До Освобождението имало само първо отделение. Едва през 1881 г. било открито второ, а по-късно – трето и четвърто. През 1891 г. започнало строителство на сграда с 4 класни стаи за различните възрасти. През 1925 г. била открита прогимназия с пръв директор Антон Станчев. От 1920 г. съществува и детска градина.
Доста по-късно, в началото на 1920 г., Христо Калчев Иванов учредил читалище със свой устав. Първата година от създаването му била посветена на построяване паметник на падналите във войните (1912 – 1918 г.). Паметникът бил открит на 15 май 1921 година. Организирали се курсове за ограмотяване на населението. Създадена била библиотека, изнасяли се сказки, сформирана била театрална група, дори построили „модерна“ сцена с постоянни декори.
В обществения живот на селото голяма роля играе установената наблизо гранична застава, охраняваща българо-румънската граница. Откъсването на Южна Добруджа превръща Червенци в гранично село до връщането ѝ към пределите на България през 1940 година.

### Административна история
В административно отношение Къзълджилар през турско време е меркез (община), числяща се към кааза Куртбунар (Тервел). След Освобождението селището преминава към Провадийска околия. До Балканските войни и по-късно селото е кметско наместничество. От 1893 г. Червенци спада към община Стефан Караджа, а от февруари 1939 г. образува самостоятелна община. Пръв общински кмет бил Димитър П. Димиев – запасен офицер от с. Бояна.

## Население
Според преданията в старо време селото имало три махали – две турски и една българска. Мъжете от българската махала бръснели главата си и оставяли кичур коса върху нея, а жените носели шалвари, но върху тях слагали фуста. Това били гагаузите, коренното население на този край, наследници на старите българи. Гагаузите се православни християни, говорещи гагаузки език.
Най-старите родове в Червенци са тези на Къса Петко, на дядо Трифон, на Велико Бобадалията, на Коджа Андон. Всички тези родове са дошли от Северна Добруджа и са имали за домашен език гагаузкият. Родовете преселени от южна България имали за домашен език българския. Това са Топаловите, Карагочевите, Каишевите и др. В селото има и родове от централна България – от Търновско са Сароловите, от Габровско – братята Начко и Пейо. От Преслав е родът на дядо Дяко.

### Етнически състав
Численост и дял на етническите групи според преброяването на населението през 2011 г.:
|                     | Численост | Дял (в %) |
| Общо                | 518       | 100.00    |
| Българи             | 473       | 91.31     |
| Турци               | 5         | 0.96      |
| Цигани              | 10        | 1.93      |
| Други               | ?         | ?         |
| Не се самоопределят | ?         | ?         |
| Неотговорили        | 29        | 5.59      |

### Численост
Численост на населението според преброяванията през годините:
| \| Година на преброяване \| Численост \| \| --------------------- \| --------- \| \| 1934 \| 2218 \| \| 1946 \| 2221 \| \| 1956 \| 2246 \| \| 1965 \| 2140 \| \| 1975 \| 1642 \| \| 1985 \| 1216 \| \| 1992 \| 1048 \| \| 2001 \| 835 \| \| 2011 \| 518 \| \| 2021 \| 318 \| |           |
| Година на преброяване | Численост |
| 1934 | 2218      |
| 1946 | 2221      |
| 1956 | 2246      |
| 1965 | 2140      |
| 1975 | 1642      |
| 1985 | 1216      |
| 1992 | 1048      |
| 2001 | 835       |
| 2011 | 518       |
| 2021 | 318       |

## Забележителности
- Църквата „Св. Атанасий“ от 1868 г. е най-старата в региона и бе обновена.[7]
- Паметник на загиналите във войните. Списъкът на героите от селото е най-дългият във Вълчидолска община – общо 38 души. В Балканските войни с. Червенци дава 15 жертви, в Първата световна война – 18 жертви, а във Втората световна война – 5 жертви. Паметникът е открит през 1920 г. и се намира в парка срещу училището. Чества се на 9 май.[8]

## Книги
- П. Близнаков, Път през три епохи – из историята на с. Червенци. Варна, 1989.

## Личности
- Къзълджиларджи Ферат - разбойник, върлувал в околностите на Варна около Руско-турска война (1877 – 1878).[9]